# Nikolai Bóbrikov
Nikolai Ivànovitx Bóbrikov (en rus: Никола́й Ива́нович Бо́бриков, Sant Petersburg 15 de gener de 1839 – Hèlsinki, 17 de juny de 1904), fou un militar i polític rus.

## Biografia

### L'ascens dins l'exèrcit
Bóbrikov va esdevenir oficial de l'exèrcit rus el 1858, i va prestar serveis al districte militar de Kazan com a cap de divisió a Nóvgorod. Va esdevenir coronel el 1869. Un any més tard fou transferit a Sant Petersburg per fer funcions especials a la Guàrdia Imperial. Això li va donar accés a la cort imperial. El 1878 va esdevenir General de Divisió.

### Governador General de Finlàndia
El 1898, el tsar Nicolau II nomenà Bobrikov Governador General de Finlàndia. Bobrikov va ser alhora odiat i temut per la població finlandesa degut a la seva actuació, ja que ell considerava que Finlàndia era encara un país estranger que amenaçava Rússia. El 1899, Nicolau II va signar el "Manifest de febrer", que marcà el començament dels anomenats "anys d'opressió" (sortovuodet). En aquest manifest el Tsar decretava que les lleis de l'Imperi imperaven sobre les lleis de Finlàndia. Mig milió de finlandesos van signar una petició demanant que Nicolau II revoqués el manifest, però el Tsar ni tan sols va voler rebre la delegació que portava la petició.
El 1900, Bobrikov va donar ordre que tota la correspondència entre les oficines de govern s'havia d'escriure en rus i que s'incrementés l'educació en llengua russa a les escoles. L'exèrcit finlandès fou suprimit el 1901, i a partir d'aquell moment els reclutes finlandesos podrien veure's obligats a servir amb les tropes russes a qualsevol part de l'Imperi Rus. A la primera lleva, el 1902, només el 42% dels cridats a files es van presentar. El 1905, el reclutament obligatori va ser abolit a Finlàndia, ja que els finlandesos van ser considerats com a poc fiables des d'un punt de vista militar.

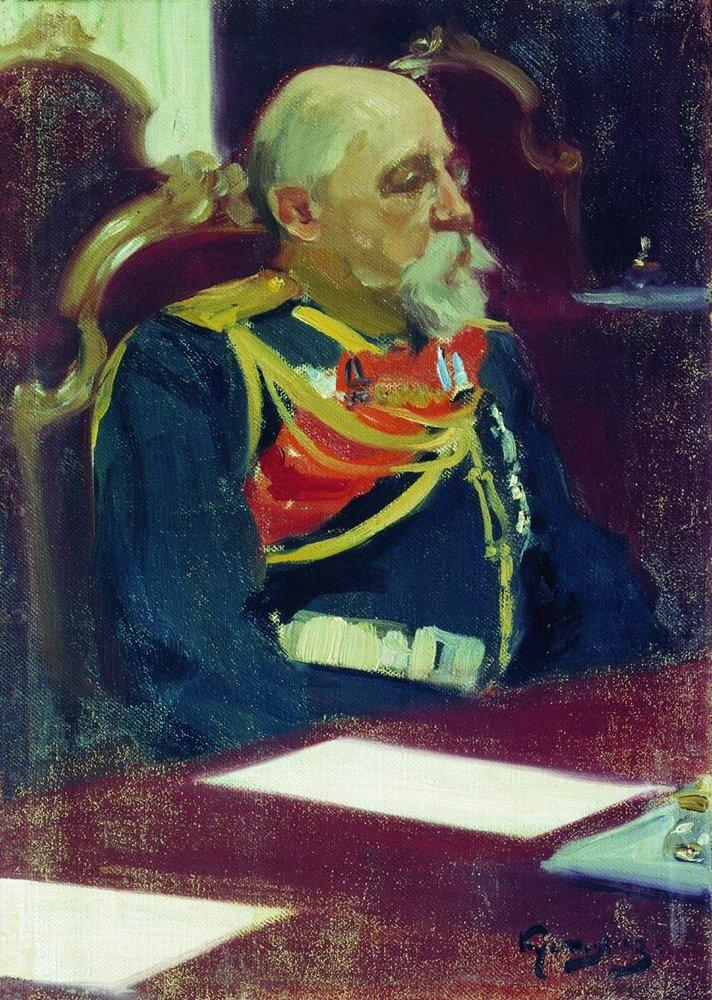
Nikolai Bobrikov, pintat per Boris Kustodiev (1902-1903)

El 1903, Bóbrikov va rebre del Tsar poders dictatorials, de manera que a partir d'aquell moment, podia despatxar els funcionaris del govern i abolir els diaris. El 16 juny de 1904 Bobrikov va ser víctima d'un atemptat de banda d'Eugen Schauman a Hèlsinki. Schaumann va disparar en Bobrikov tres vegades, i posteriorment, dues vegades a si mateix. Schaum va morir instantàniament i Bobrikov va morir més tard aquella nit a l'hospital.
L'assassinat de Bobrikov va tenir lloc el mateix dia que indica la novel·la Ulisses de James Joyce, i és mencionat breument al llibre.